# Arnold Kalinin
Arnold Iwanowicz Kalinin (ros. Арно́льд Ива́нович Кали́нин, ur. 7 września 1929, zm. 15 lutego 2011) – radziecki i rosyjski dyplomata.

## Życiorys
W 1951 ukończył Moskiewski Państwowy Instytut Stosunków Międzynarodowych, był kandydatem nauk prawnych, 1969-1974 radca-poseł Ambasady ZSRR na Kubie. Od 26 lipca 1974 do 17 grudnia 1982 ambasador nadzwyczajny i pełnomocny ZSRR w Portugalii, 1982-1983 pracownik centralnego aparatu Ministerstwa Spraw Zagranicznych ZSRR, od 16 grudnia 1983 do 3 września 1987 ambasador nadzwyczajny i pełnomocny ZSRR w Angoli, 1987-1991 ponownie pracował w centralnym aparacie MSZ ZSRR. Od września 1991 do 6 maja 2000 ambasador nadzwyczajny i pełnomocny ZSRR/Rosji na Kubie, jednocześnie 1995-2000 ambasador nadzwyczajny i pełnomocny Rosji na Barbadosie.